# Nacer Hammami
Nacer Hammami (en arabe : ناصر همامي) est un footballeur algérien né le 28 décembre 1980 à Guelma. Il évoluait au poste de milieu offensif.

## Biographie
Nacer Hammami évolue en première division algérienne avec les clubs de l'US Biskra, de l'AS Khroub, de l'USM Annaba et du MC El Eulma. Il dispute un total de 215 matchs en première division, inscrivant dix buts.
Le 7 mai 2009, il se met en évidence avec l'équipe de Khroub, en marquant un doublé en championnat, lors d'un déplacement à Annaba (victoire 0-2).
Il participe à la Ligue des champions d'Afrique en 2015 avec l'équipe d'Eulma. Il officie comme capitaine et joue un total de huit matchs dans cette compétition.